# Силвен Вилтор
Силвен Клод Вилтор (фр. Sylvain Claude Wiltord; 10. мај 1974) је бивши француски фудбалер и национални репрезентативац.

## Каријера
Своје прве праве фудбалске кораке направио је у Рену за који је дебитовао са свега 17 година. Након четири сезоне проведених у Рену, преселио се у Шпанију где је потписао за Депортиво из Ла Коруње. Међутим, Примера му није пријала тако да се убрзо вратио у Рен одакле је потом прослеђен Бордоу са којим је убрзо постао шампион Француске.
Након што је у сезони 1998/99. био најбољи стрелац Лиге 1, овај играч је за 13 милиона фунти прикључен колонији Француза у Арсеналу. Са "тобџијама" је два пута био првак Енглеске, освојио један Суперкуп, као и два ФА купа.
Свој врхунац каријере овај играч је проживео управо у Арсеналу, пошто је баш у том периоду постао шампион Европе са Француском 2000. године, а у финалу је постигао изједначујући гол против Италије у самом финишу меча. Французи су тада постали прваци златним голом Давида Трезегеа у продужецима.
Након Арсенала Вилтор је играо још за Лион, са којим је касније три пута био шампион Француске. Потом се вратио у Рен, након којег је играо још и за Марсељ и Мец. Последњу сезону је одиграо за Нант у француској другој лиги, након чега је објавио крај играчке каријере.
За репрезентацију Француске Вилтор је одиграо 92 утакмице на којима је постигао 26 голова. 

## Успеси

### Клупски
Бордо
- Првенство Француске (1): 1998/99.

Арсенал
- Премијер лига (2): 2001/02, 2003/04.
- ФА куп (2): 2002, 2003.
- ФА Комјунити шилд (1): 2002.

Лион
- Првенство Француске (3): 2004/05, 2005/06, 2006/07.

### Репрезентативни
Француска
- Европско првенство (1): 2000.
- Куп конфедерација (2): 2001, 2003.